# Kazue Katō
Kazue Katō (加藤 和恵 Katō Kazue?,  Shinjuku, Tokio, 20 de julio de 1980) es una mangaka japonesa, conocida principalmente por su obra de fantasía y sobrenatural, Ao no Exorcist.

## Carrera
Katō comenzó su carrera en el año 1999, ganando el Premio Tenkaichi con el manga Majo to Usagi to Oira. Un año más tarde, en 2000, en las páginas de la revista Akamaru Jump de Shūeisha, publicó un one-shot titulado Boku to Usagi. Gracias a esto, le fue otorgado el Premio Tezuka cuando contaba con apenas diecinueve años, un premio otorgado por la revista Weekly Shonen Jump que suele ser entregado a jóvenes autores de novelas. Kato luego se trasladaría a la editorial Kōdansha. 
Su siguiente manga, Robo to Usakichi, fue publicado en la revista Gekkan Shōnen Sirius de 2005. Narra las aventuras de un robot llamado Robo que vive una existencia plácida en un pequeño planeta hasta que, un día, un conejo llamado Usakichi aterriza tras escapar de la cárcel. Juntos corren peripecias por todo el universo. El manga se recopiló en cinco tomos. En 2008, regresó de nuevo a la editorial Shūeisha, con la cual publicó Hoshi Ota, un relato ligero acerca de un chico que se encuentra con unos peculiares extraterrestres. Ese mismo año también publicaría el manga Miyama Uguisu Yashika Jiken, un one-shot que cuenta la historia de Monaka, la heredera de una importante familia que, tras la muerte de sus padres, se ve forzada a vivir con su tío, un hombre sádico y controlador. Sin embargo, su vida da un giro tras la llegada de un peculiar exorcista que asegura que el hogar familiar está poseído por un demonio.

### Ao no Exorcist
Miyama Uguisu Yashika Jiken fue predecesora de Ao no Exorcist, su manga más popular. Ao no Exorcist fue publicado en la misma revista que sus dos one-shots anteriores, y el 14 de abril de 2009 comenzó a serializarse en la revista Jump Square. En una entrevista, Katō aseguró que se inspiró en la película de 2005 The Brothers Grimm para realizar la serie. Buscando acercarse a un público adolescente, le dio vueltas a la historia y acabó simplificándolo y estructurándolo en un enfrentamiento entre exorcistas y demonios.

## Obras

### Manga
- Majo to Usagi to Oira (1999, one-shot)
- Boku to Usagi (2000, one-shot)
- Robo to Usakichi (2005 - 2007)
- Hoshi Ota (2008, one-shot)
- Miyama Uguisu Yashika Jiken (2008, one-shot)
- Blue Exorcist (2009 - presente)